# Танагра сирайська
Тана́гра сирайська (Stilpnia phillipsi) — вид горобцеподібних птахів родини саякових (Thraupidae). Ендемік Перу

## Опис
Довжина птаха становить 13 см. Виду притаманний статевий диморфізм. У самців голова, шия, нижня частина грудей і середина живота чорні, скроні і горла зелені. Решта опререння має темно-сріблясто-синє забарвлення. У самиць голова і шия світліші, спина і боки жовтувато-зелені, крила більш темні, нижня частина тіла світло-синьо-зелена.

## Поширення і екологія
Сирайські танагри мешкають в горах Сіра у Східному хребті Перуанських Анд, в регіоні Уануко. Вони живуть в кронах вологих гірських і хмарних тропічних лісів та на узліссях. Віддають перевагу відносно відкритим місцевостям, порослим густими чагарниками. Зустрічаються парами або зграйками до 15 птахів, часто приєднуються до змішаних зграй птахів. Живляться плодами і комахами.